# ラッセル・T・デイヴィス
ラッセル・T・デイヴィス（Russell T Davies,OBE、1963年4月27日 - ）は、イギリスの脚本家・テレビプロデューサーである。ウェールズ出身。

## 来歴
漫画家になることを夢見ていたが、色覚異常があったことと大学の就職指導で英文学を活かせる仕事に就くべきと勧められたために舞台・映画の脚本家を目指すようになる。オックスフォード大学卒業後、BBCにアルバイトとして雇われ子供番組の脚本や制作など様々な部署で勤めた。1990年代始めにBBCを退社しグラナダ・テレビで勤務、その後フリーランスとなる。
1994年から大人を対象とした番組の脚本を手がけるようになり、宗教や性的指向、中絶など社会問題を織りまぜたテレビドラマを手掛けている。
最も大きな功績とされているのが、16年振りにシリーズを復活させ再び人気コンテンツとなった『ドクター・フー』の製作総指揮を務めたことである。スピンオフ番組の『秘密情報部トーチウッド』と『サラ・ジェーン・アドベンチャー』のプロデューサーも担当している。2008年にドクター・フーの製作総指揮から降りることが発表された後に大英帝国勲章のオフィサーに叙勲された。
2020年には『ドクター・フー』第1シリーズ第1話「マネキンウォーズ」が放送15周年を迎えることと新型コロナウイルス感染症の流行を受け、「マネキンウォーズ」の世界同時上映イベントがTwitter上で開催された。このイベントを記念する形でデイヴィスは「マネキンウォーズ」の前日譚を公開した。これは本来2013年の『ドクター・フー』50周年記念のために執筆されたが、後の脚本家兼製作総指揮スティーヴン・モファットの脚本と整合性が全く取れなかったためお蔵入りになったものであった。
2021年9月24日、BBCはデイヴィスがクリス・チブナルの後任として2023年から『ドクター・フー』の製作総指揮に復帰することを報じた。

## 私生活
幼い頃からテレビ漬けの生活であり、特に『この私、クラウディウス』や当時のシリーズの『ドクター・フー』を好んでいた。また「アステリックス」や「ピーナッツ」などの漫画も収集していた。
14歳の時に青年劇団に入り、その時に自分が同性愛者だと自覚するようになる。10年以上交際している恋人のアンドリュー・スミスがおり、彼をモデルにしたキャラクターをドラマに登場させたこともある。
現在は拠点をロサンゼルスに置いていたが、2011年12月にはスミスの脳腫瘍の治療をサポートするため活動休止することを発表した。
2020年3月には上記の「マネキンウォーズ」世界同時上映イベントに参加する形でTwitterアカウントを開設した。

## 携わった作品

### 脚本
- On the Waterfront（1988年–1989年）
- DEF II	（1989年）
- Dark Season（1991年）
- Families（1992年–1993年）
- ChuckleVision（1992年）
- Century Falls（1993年）
- Cluedo（1993年）
- Do the Right Thing（1994年–1995年）
- The House of Windsor（1994年）
- Revelations（1994年–1995年）
- コロネーション・ストリート Coronation Street（1996年）
- Springhill（1996年–1997年）
- Damaged Goods（1996年）
- Coronation Street: Viva Las Vegas!（1997年）
- The Grand（1997年–1998年）
- 捜査官クリーガン Touching Evil（1997年）
- Linda Green（2001年）
- 英国スキャンダル〜セックスと陰謀のソープ事件 A Very English Scandal（2017年、BBC One、ソープ事件を題材にしたミニシリーズ）[6][7][8]
- 2034 今そこにある未来 Years and Years（2019年、BBC One）[9]
- IT’S A SIN 哀しみの天使たち It's a Sin（2021年、Channel 4）[10]

#### プロデューサー兼任
- Why Don't You?（1985年–1990年）
- Breakfast Serials（1990年）
- Children's Ward（1992年–1996年）
- クィア・アズ・フォーク Queer as Folk（1999年–2000年） ※オリジナルの英国版
- Bob & Rose（2001年）
- The Second Coming（2003年）
- Mine All Mine（2004年）
- Casanova（2005年）
- ドクター・フー Doctor Who（2005年–2010年,2023年-）
- 秘密情報部トーチウッド Torchwood（2006年-）
- The Sarah Jane Adventures（2007年-2011年）

### その他
- Play School（1987年） - プレゼンター
- Doctor Who Confidential（2005年–10年）
- Tardisodes（2006年）
- Torchwood Declassified（2006年–） - 以上プロデューサー
- Baker Boys（2011年-） - クリエイティブ・コンサルタント